# أيزو 14031
يقدم معيار أيزو 14031:2013 لإدارة البيئة - تقييم الأداء البيئي - المبادئ التوجيهية للمنظمة الدولية للمعايير(أيزو) إرشادات حول تصميم واستخدام تقييم الأداء البيئي، وتحديد واختيار مؤشرات الأداء البيئي، لاستخدامها من قبل جميع المنظمات، بغض النظر عن النوع والحجم والموقع والتعقيد.